# 1743 Schmidt
Schmidt (asteróide 1743) é um asteróide da cintura principal com um diâmetro de 17,28 quilómetros, a 2,1365183 UA. Possui uma excentricidade de 0,1358958 e um período orbital de 1 420,04 dias (3,89 anos).
Schmidt tem uma velocidade orbital média de 18,94185392 km/s e uma inclinação de 6,35587º.
Esse asteróide foi descoberto em 24 de Setembro de 1960 por PLS.